# Grüner Aalbarsch
Der Grüne Aalbarsch (Congrogadus subducens), auch Grüner Meeraal genannt, ist eine im Meer und im Brackwasser lebende Fischart, die von den Nikobaren und der Andamanensee im nordöstlichen Indischen Ozean bis zu den Ryūkyū-Inseln und den tropischen Küsten Australiens von Shark Bay im Westen bis Masthead Island an der Küste von Queensland im Osten vorkommt.

## Merkmale
Der Grüne Aalbarsch wird maximal 45 cm lang und hat einen langgestreckten, seitlich abgeflachten Körper. Die nur von Weichstrahlen gestützte Rückenflosse hat eine Länge von etwa 80 % der Standardlänge. Unter allen Aalbarschen hat der Grüne Aalbarsch die meisten Wirbel und die meisten Flossenstrahlen in Rücken- und Afterflosse. Alle Rücken- und Afterflossenstrahlen sind verzweigt. Rücken-, After- und Schwanzflosse sind zu einem durchgehenden Flossensaum zusammengewachsen. Bauchflossen fehlen. Die Seitenlinie ist kurz. Sie beginnt oberhalb der Brustflossenbasis und endet unter dem achten bis dreizehnten Rückenflossenstrahl. Wie viele Fische hat der Grüne Aalbarsch zwei Nasenöffnungen auf jeder Kopfseite, je eine vordere, die zu einer kleinen Röhre ausgezogen ist und eine hintere, die nur als kleine Pore ausgebildet ist. Die Prämaxillare hat eine äußeren Reihe mit 36 bis 40 kleinen konischen Zähnen und eine innere Reihe mit bis zu 8 Zähnen. Diese können auch fehlen. Der Unterkiefer ist mit einer äußeren Reihe mit 34 bis 43 kleinen konischen Zähnen besetzt, wobei die vorderen größer sind als die hinteren. Außerdem kann an der Symphyse eine innere Reihe mit bis zu 6 Zähnen vorhanden sein. Der Gaumen kann zahnlos sein oder bis zu 9 kleine konische Zähne haben. Der Körper, die Wangen und die Kiemendeckel sind mit kleinen, elliptischen Rundschuppen bedeckt.
Morphometrie:
- Flossenformel: Dorsale 68–79; Anale 57–66; Pectorale 7–11, Caudale 5+5.
- Schuppenformel: SL 42–68.
- Kiemenrechen: 1–4/4–10.
- Branchiostegalstrahlen: 6.
- Wirbel: 74–84.

Der Grüne Aalbarsch ist sehr variabel gefärbt und hat die Fähigkeit, die Farbe schnell zu ändern. Exemplare, die zur gleichen Zeit am gleichen Ort beobachtet werden, können grasgrün, kastanienbraun, rotbraun, dunkelbraun bis blass gelblich sein. Neben der Grundfärbung zeigen die Fische oft unregelmäßige helle oder dunkle Flecken bis zur Größe des Augendurchmessers, perlmuttfarbene oder rötliche Flecken, die Querbänder oder ein netzartiges Muster bilden können. Die Unterseite von Kopf und Rumpf ist meist viel blasser, mit großen perlmuttfarbenen oder roten Flecken auf Kopf, Kehle und Bauch. Die Flossenmembran von Rücken- und Afterflosse ist insgesamt dunkel oder mit einer bis mehreren Reihen dunkler Flecken gemustert. Auch entlang der Basis dieser Flossen liegen manchmal auffällige dunkle Flecken. Auf dem Kiemendeckel ist hin und wieder ein dunkler Fleck vorhanden.

## Lebensweise
Der Grüne Aalbarsch lebt küstennah im Meer, oft auch im Brackwasser, in Tiefen von maximal 6 oder 10 Metern versteckt zwischen Steinen und Felsen, abgebrochenen Steinkorallenästen und in Höhlen. Die Art ist brutpflegend und das Männchen bewacht das in einem Versteck abgelegte Gelege, das aus 100 bis 200 Eiern mit einem Durchmesser von ca. 5 mm besteht.

## Systematik

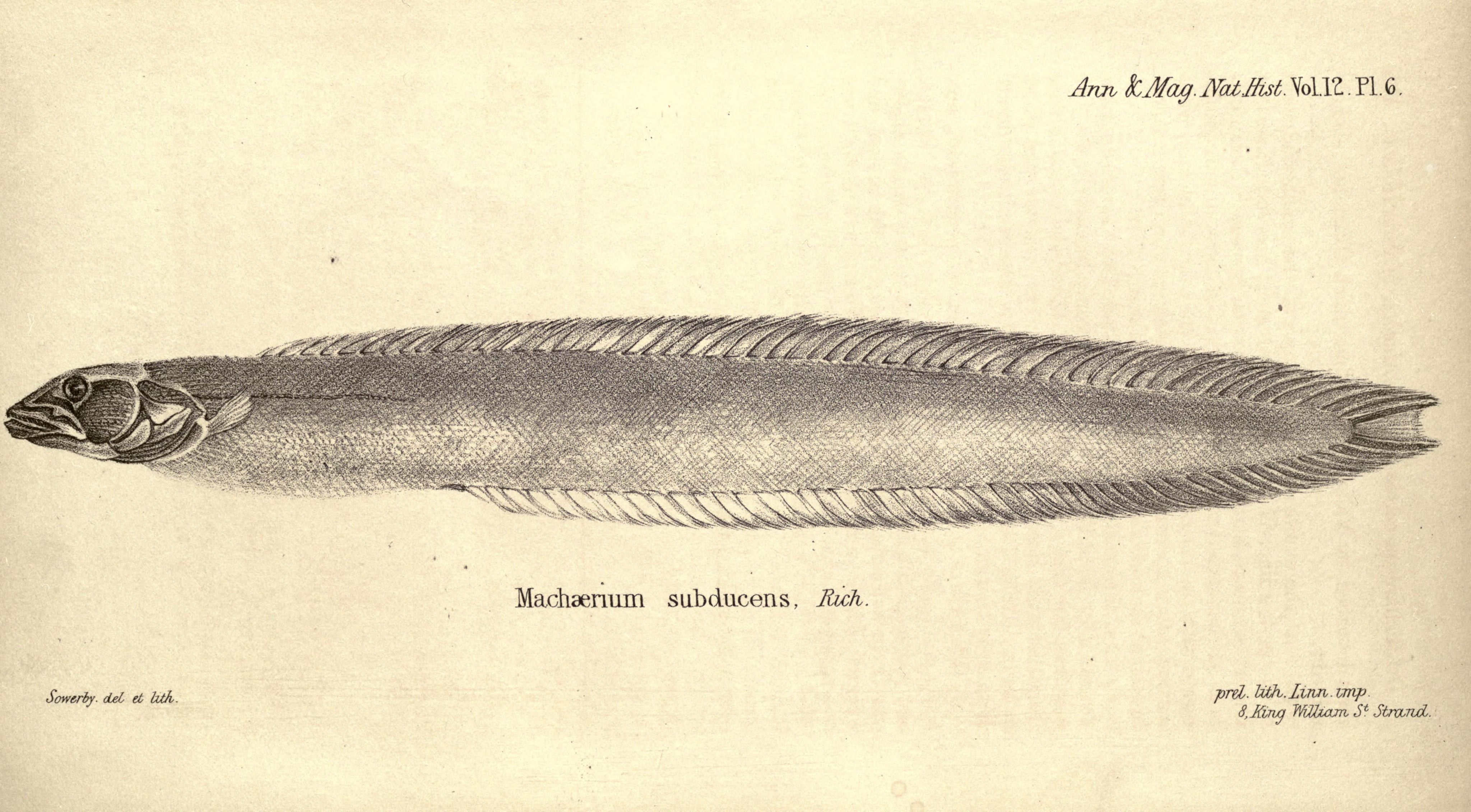
Zeichnung aus der Erstbeschreibung

Der Grüne Aalbarsch wurde 1843 durch den schottischen Naturforscher John Richardson unter der Bezeichnung Machaerium subducens erstmals wissenschaftlich beschrieben. 1862 führt der deutsche Zoologe Albert Günther die neue Gattungsbezeichnung Congrogadus ein, da der Name Machaerium schon für eine Langbeinfliegengattung vergeben war. Trotz des zweiten deutschen Namens ist der Grüne Meeraal nicht mit den Aalen verwandt, sondern gehört zu den Aalbarschen, die bis vor kurzem als Unterfamilie der Zwergbarsche (Pseudochromidae) galten, in neueren Veröffentlichungen aber immer mehr als eigenständige Familie angesehen werden.